# Фракция «Яблоко» в Государственной думе I созыва
Фракция «Яблоко» в Государственной думе первого созыва — депутатское объединение блока «Явлинский — Болдырев — Лукин» в Государственной думе I созыва (1994—1995), созданное 13 января 1994 года.
Блок был сформирован тремя партиями: Республиканской партией Российской Федерации, Социал-Демократической партией России и Христианско-демократическим союзом, и тремя персональными участниками — экономистом Григорием Явлинским, экс-послом в США Владимиром Лукиным и главным государственным инспектором в отставке Юрием Болдыревым .
На выборы блок «Явлинский-Болдырев-Лукин» пошел под лозунгом «Демократическая альтернатива» и получил 4,2 млн голосов (7.86 %), что позволило получить 20 мест. Ещё 7 кандидатов блока были избраны по мажоритарной системе в территориальных округах. По результатам декабрьских 1993 г. выборов наибольшую поддержку «Яблоко» получило: в г. Санкт-Петербурге — 21,2 % (2 место), в Камчатской области — 17,61 % (2 место), в Магаданской области — 16,45 % (2 место), в Мурманской области — 14,25 % (3 место), в Ленинградской области — 13,38 % (3 место), в Чукотском АО — 12,25 % (3 место), в Новосибирской области — 12,23 % (2 место), в Нижегородской области — 12,23 % (3 место), в г. Москве — 12,08 % (3 место), в Корякском АО — 11,92 % (4 место), в Томской области — 11,81 % (3 место), в Республике Татарстан — 11,55 % (3 место) .

## Выборы
| Результаты выборов блока «Явлинский — Болдырев — Лукин» | Результаты выборов блока «Явлинский — Болдырев — Лукин» | Результаты выборов блока «Явлинский — Болдырев — Лукин» | Результаты выборов блока «Явлинский — Болдырев — Лукин» | Результаты выборов блока «Явлинский — Болдырев — Лукин» |
| Кандидат                                                | Округ                                                   | Голосов                                                 | %                                                       | Примечание                                              |
| ------------------------------------------------------- | ------------------------------------------------------- | ------------------------------------------------------- | ------------------------------------------------------- | ------------------------------------------------------- |
| Единый федеральный округ                                | ЕФО                                                     | 4 233 219                                               | 7.86                                                    | Избрано 20 депутатов                                    |
| Бондарев, Григорий Семёнович                            | 113 (МО)                                                | ???                                                     | ???                                                     |                                                         |
| Габоев, Владимир Николаевич                             | 110 (МО)                                                | ???                                                     | ???                                                     | Вышел из блока 14 марта 1995 года                       |
| Глубоковский, Михаил Константинович                     | 51 (ПК)                                                 | ???                                                     | ???                                                     |                                                         |
| Горячев, Валерий Сергеевич                              | 135 (ПО)                                                | ???                                                     | ???                                                     |                                                         |
| Злотникова, Тамара Владимировна                         | 132 (ОО)                                                | ???                                                     | ???                                                     |                                                         |
| Лукашёв, Игорь Львович                                  | 72 (ВО)                                                 | ???                                                     | ???                                                     |                                                         |
| Лукин, Владимир Петрович                                | 111 (МО)                                                | ???                                                     | ???                                                     |                                                         |

## Деятельность
Член блока, Владимир Лукин, занял 3-е место в рейтинговом голосовании на должность Председателя Государственной Думы РФ, получив 176 голосов. После возглавлял российскую делегацию в Парламентской Ассамблее Совета Европы.
По итогу соглашения о пропорциях от 17 января 1994 года, фракция Яблоко получила должность председателей комитетов по бюджету, налогам, банкам и финансам (М. Задорнов) и по международным делам (В.Лукин), а также 6 заместителей председателей Комитетов.
Фракция отказалась от подписания Договора об общественном согласии, считая его «бумагой не только бесполезной, но вредной». На церемонии подписания договора кресло отсутствующего Явлинского занимал Владимир Лысенко. Он подписал договор от имени РПРФ, хотя фракция просила его не делать этого в таком контексте, который мог быть истолкован как подписание Договора от имени фракции.
Была одним из основателей Комиссии по расследованию событий октября 1993 года, однако деятельности Комиссии ГД была саботирована другими фракциями по соглашению о всеобщем помиловании. Выступала против помилования и требовала провести расследование деятельности обеих сторон.
Фракция придерживалась мнения о необходимости импичмента и проведения досрочных выборов Президента России. Голосовала против бюджетов 1994-1996 годов.
Предпринимала две попытки вынести вотум недоверия Правительству РФ из-за трагедии в Будённовске.
Разработала, выдвинула и приняла Федеральный закон «О соглашениях о разделе продукции».
Благодаря влиянию на комитет по бюджету, налогам, банкам и финансам, оказывала значимое влияние на экономические законы I-го созыва.

## Состав

### Общественное объединение «ЯБЛОКО» (с 1995)
1. Аверчев, Владимир Петрович;
2. Адамишин, Анатолий Леонидович (до 11 мая 1994 года);
  1. Митрохин, Сергей Сергеевич (с 11 мая 1994 года) — Заместитель председателя фракции;
3. Амбарцумов, Евгений Аршакович (до 8 июля 1994 года);
  1. Арбатов, Алексей Георгиевич (с 8 июля 1994 года);
4. Габоев, Владимир Николаевич (до 14 марта 1995 года);
5. Глубоковский, Михаил Константинович;
6. Горячев, Валерий Сергеевич — Заместитель председателя фракции;
7. Грачёв, Иван Дмитриевич;
8. Дмитриева, Оксана Генриховна;
9. Злотникова, Тамара Владимировна;
10. Иваненко, Сергей Викторович;
11. Игрунов, Вячеслав Владимирович;
12. Лукин, Владимир Петрович;
13. Мельников, Алексей Юрьевич — Заместитель председателя фракции;
14. Михайлов, Алексей Юрьевич;
15. Петраков, Николай Яковлевич;
16. Шейнис, Виктор Леонидович;
17. Шелищ, Пётр Борисович;
18. Явлинский, Григорий Алексеевич — Председатель фракции;
19. Ярыгина, Татьяна Владимировна.

#### Иные
1. Васильев, Александр Геннадьевич (с 17 января 1995 года)
2. Сеславинский, Михаил Вадимович (1994 год, неформально);
3. Цапин, Александр Иванович (с 1 февраля 1994 года);

- Грищенко, Владимир Григорьевич — Руководитель аппарата фракции;
- Брагинский, Владимир Михайлович — Пресс-секретарь фракции.

### Республиканская партия Российской Федерации
1. Бондарев, Григорий Семёнович;
2. Задорнов, Михаил Михайлович;
3. Лысенко, Владимир Николаевич (до 12 июля 1994 года);
4. Шостаковский, Вячеслав Николаевич — Член Совета Фракции;
5. Яковенко, Игорь Александрович — Координатор фракции, член Совета Фракции.

### Российский христианско-демократический союз — Новая демократия
1. Борщёв, Валерий Васильевич.

### Социал-демократическая партия России
1. Голов, Анатолий Григорьевич — Член Совета Фракции;
2. Лукашёв, Игорь Львович — Заместитель председателя фракции.

Общая численность: от 27 до 28 депутатов.